# ノルウェイジアン・パフィン・ドッグ
ノルウェイジアン・パフィン・ドッグ（英：Norwegian Puffin Dog）とは、ノルウェーの北極海諸島原産の特殊な体をもつ猟犬種である。別名はノルウェイジアン・ルンデフンド（英：Norwegian Lundehund）、ルンディ（英：Lundie）、パフィナー（英：Puffiner）など。
かつてはあまりにも変わった特徴を備えているためにイエイヌとは別のイヌ科動物として扱うべきだと提案されたこともあったが、正真正銘のイエイヌであることが証明されたため否決された。

## 歴史
とても古い犬種で、これの先祖は最後の氷期からの生き残りであるといわれている。ノルウェイジアン・パフィン・ドッグはその名の通りパフィン（ツノメドリ属の鳥、ニシツノメドリ）を取るために作り出された犬種である。パフィンは原産地では貴重な食料として食べられていて、これのヒナを断崖絶壁の岩場にある狭い隙間から取ってくるのにこの犬種は使われた。そのため、他の犬種では類を見ない特殊な体を手に入れ、ロッククライムや水泳、隙間もぐりなどもできるようになった。
しかし、パフィン猟が機械化され、更に19世紀になるとパフィンが保護動物になると番犬やペットとしてのみ使われるようになり、徐々に活躍の場を狭められていった。又、1943年に原産地ではジステンパーが大流行し、99％のパフィン・ドッグが死んでしまい、絶滅の危機に瀕した。しかし、島外の一人の愛好家がこの惨状を知って自分の飼育しているパフィン・ドッグを原産地へ数頭寄贈し、それを繁殖させて数を回復することができた。ちなみに、この愛好家が自分の家で飼育していたパフィン・ドッグもこの1年後にジステンパーで全滅してしまったのだが、原産地から以前の恩返しとして数頭のブリーディング用のパフィン・ドッグを寄贈し、愛好家は再びパフィン・ドッグを手にすることが出来た。その以後彼女はこの犬種の繁殖と促進に大いに尽力したという。近年はその功績もあって世界的に知名度が上がり、飼育しやすいこともあって多くの国でショードッグやペットとして飼育されている。

## 特徴

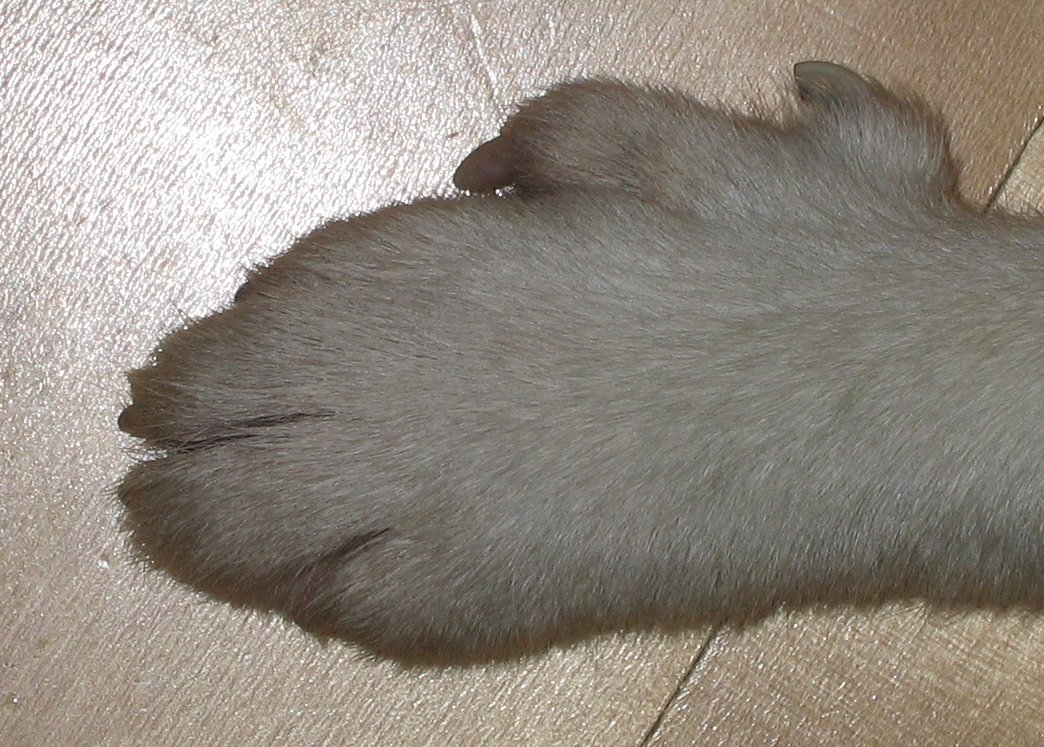
ノルウェイジアン・パフィン・ドッグの指

世界中には約5000種もの犬の品種が存在するが、その中でもパフィン・ドッグのみが持つ特徴は
- 他犬種の前足の指は5本であるが、パフィン・ドッグの指は6本である（狼爪：親指にあたる部分 が2本ある）
- 耳は立ち耳であるが、自ら折りたたんで水の浸入を防ぐ事が出来る
- 前脚を左右90度に開く事ができ、しっかりと岩肌を掴む事が出来る
- 首の骨が二重関節になっていて、首を背中につけることが出来る

ということである。このほかにも体が柔軟であったり、ロッククライムや泳ぐ事が得意な一面も持つ。華奢で小さな体つきでスピッツタイプに似た容姿を持ち、尾は一重に巻いた巻き尾。瞳の色はブラウンかレット・ブラウン。コートはショートコートで、毛色はホワイト地にタンとブラックのマーキングが入ったものが一般的だが、ブラック、ブラウンなどの単色のものがある。体高38cm前後、体重7kg前後の小型犬で、性格は明るく穏やかである。変わった特性を備えているものの、それに反して飼育は簡単で、運動量や食事量もあまり多くはない。

## 参考
- 『犬のカタログ2004』（学研）中島眞理 監督･写真
- 『日本と世界の愛犬図鑑2007』（辰巳出版）佐草一優監修
- 『デズモンド・モリスの犬種事典』（誠文堂新光社）デズモンド・モリス著書、福山英也、大木卓訳 誠文堂新光社、2007年
- 『日本と世界の愛犬図鑑2009』（辰巳出版）藤原尚太郎編･著